# Campeonato Sudamericano 1924
Das Campeonato Sudamericano von 1924 war die achte Ausspielung der südamerikanischen Kontinentalmeisterschaft im Fußball und fand vom 12. Oktober bis 2. November zum dritten Mal in Uruguay statt. Ausrichter dieses Turniers war allerdings die Asociación Paraguaya de Fútbol. Paraguay verfügte im eigenen Land nicht über die ausreichende Infrastruktur und verlagerte daher die Spiele nach Uruguay, übernahm aber trotzdem die Organisation. An diesem Fußballturnier nahmen wieder nur vier Länder teil, da in diesem Jahr Brasilien verzichtete.
Die Meisterschaft wurde wie bisher im Ligasystem (Jeder gegen Jeden) ausgetragen. Bei Punktgleichheit auf dem ersten Platz war ein Entscheidungsspiel vorgesehen. Alle Spiele wurden in der Hauptstadt Montevideo im Parque Central ausgetragen.
Südamerikameister 1924 wurde nur drei Monate nach dem glänzenden Olympiasieg zum fünften Mal Uruguay.

## Spielergebnisse
| Pl. | Land        | Sp. | S | U | N | Tore    | Diff. | Punkte |
| --- | ----------- | --- | - | - | - | ------- | ----- | ------ |
| 1.  | Uruguay     | 3   | 2 | 1 | 0 | 008:100 | +7    | 05:10  |
| 2.  | Argentinien | 3   | 1 | 2 | 0 | 002:000 | +2    | 04:20  |
| 3.  | Paraguay    | 3   | 1 | 1 | 1 | 004:400 | ±0    | 03:30  |
| 4.  | Chile       | 3   | 0 | 0 | 3 | 001:100 | −9    | 0:60   |

|                  |   |             |           |
| 12. Oktober 1924 |   |             |           |
| Argentinien      | – | Paraguay    | 0:0       |
| 19. Oktober 1924 |   |             |           |
| Uruguay          | – | Chile       | 5:0 (1:0) |
| 25. Oktober 1924 |   |             |           |
| Argentinien      | – | Chile       | 2:0 (1:0) |
| 26. Oktober 1924 |   |             |           |
| Uruguay          | – | Paraguay    | 3:1 (2:1) |
| 1. November 1924 |   |             |           |
| Paraguay         | – | Chile       | 3:1 (2:1) |
| 2. November 1924 |   |             |           |
| Uruguay          | – | Argentinien | 0:0       |

## Beste Torschützen
| Rang | Spieler         | Tore |
| ---- | --------------- | ---- |
| 1    | Pedro Petrone   | 4    |
| 2    | Ildefonso López | 2    |
|      | Gerardo Rivas   | 2    |
|      | Ángel Romano    | 2    |

## Mannschaftsaufgebote
Uruguay
Andrés Mazzali (Torwart, Nacional Montevideo), Pedro Casella (Torwart, Belgrano), Juan Carlos Alzugaray (Rampla Juniors FC), José Leandro Andrade (Club Atlético Bella Vista), Pedro Arispe (Rampla Juniors), Ángel Barlocco (Nacional Montevideo), Ramón Bucetta (Nacional Montevideo), José Pedro Cea (Lito), Alfredo Ghierra (Universal), José Nasazzi (Bella Vista), Pedro Petrone (Nacional Montevideo), Ángel Romano (Nacional Montevideo), Zoilo Saldombide (Montevideo Wanderers), Héctor Scarone (Nacional Montevideo), Santos Urdinarán (Nacional Montevideo), Fermín Uriarte (Lito), José Vidal (Belgrano), Alfredo Zibechi (Nacional Montevideo), Pedro Zingone (Lito)

Trainer: Ernesto Meliante

Uruguay konnte seine großartige Form vom Olympiaturnier in Paris konservieren und zum mittlerweile fünften Male die „Copa“ gewinnen. Nach zwei überaus souveränen Vorstellungen gegen Chile (5:0) und Paraguay (3:1) kam die Tormaschine der „Urus“ um Stürmerstar Pedro Petrone nur gegen Erzrivale Argentinien ins Stocken. Das 0:0 reichte jedoch am Ende dem Olympiasieger zum Turniersieg. Der Erfolg gelang den Uruguayern ohne ihren Superstar José Leandro Andrade. Er befand sich zwar im uruguayischen Aufgebot, nahm jedoch an keinen der drei Spiele teil. Die Rolle Andrades als großer Star wurde von Pedro Petrone übernommen. Der Torschützenkönig des olympischen Fußballturniers erzielte auch bei diesem Turnier die meisten Tore und wurde überdies zum besten Spieler ausgezeichnet.
 Argentinien
Américo Miguel Tesoriere (Torwart, CA Boca Juniors), Florindo Bearzotti (Belgrano Rosario), Ludovico Bidoglio (CA Boca Juniors), Roberto Cochrane (CA Tiro Federal), Alfredo Garassini (Boca Juniors Buenos Aires), Juan Loyarte (Colón Santa Fe), Ángel Médici (Boca Juniors Buenos Aires), Cesáreo Juan Onzari (Club Atlético Huracán), Manuel Seoane (El Porvenir Buenos Aires), Gabino Sosa (CA Rosario Central), Domingo Alberto Tarasconi (CA Boca Juniors), Luis Vaccaro (Argentinos Juniors)

Trainer: Angel Vázquez

Argentinien überzeugte in diesem Turnier durch eine überragende Abwehrleistung. Die Mannschaft blieb in allen drei Spielen ohne Gegentor. Dafür enttäuschte das sonstige Paradepferd des argentinischen Fußballs, der Sturm. Nur ganze zwei Tore schoss das Team im Laufe des Turniers. Es war die Sturmschwäche, insbesondere beim 0:0 gegen Paraguay, die am Ende einen größeren Erfolg der Argentinier verhinderte.
 Paraguay
Modesto Denis (Torwart), Carlos Torres (Torwart), Abdon Benítez-Casco, Isidoro Benítez-Casco, Luciano Capdevila, Roque Centurión-Miranda, Eusebio Díaz, Tomás Durand, Manuel Fleitas Solich, Luis Fretes, Ildefonso López, Silvio Molinas, Gerardo Rivas, Axel Sirvent, Carlos Torres, Pasiano Urbita Sosa.

Spielertrainer: Manuel Fleitas Solich

Paraguay belegte am Ende wieder einmal Rang drei. Eine glatte 1:3-Niederlage gegen Uruguay beendete vorzeitig alle Hoffnungen auf den ersten Turniersieg, die nach dem 0:0 zum Auftakt gegen Argentinien aufgekeimt waren. Am Ende konnte Paraguay immerhin die Chilenen deutlich auf Rang vier verweisen. Vielleicht wäre die Paraguayer erfolgreicher gewesen, wenn ihr Verband dieses Turnier nicht nur organisiert, sondern auch im eigenen Lande ausgetragen hätte.
 Chile
Aníbal Ramírez (Torwart), Jacinto Robles (Torwart), Heriberto Abarzúa, David Arellano, Francisco Arellano, Aurelio Domínguez, Otto Ernst, Antenor Amable, Óscar Molina, Víctor Morales, José Olguín, Germán Reyes, Víctor Toro.
Trainer: Carlos Acuña

Chile musste bei diesem Turnier wieder einmal erkennen, dass es den anderen Teilnehmer an der „Copa“ deutlich unterlegen ist. Drei klare Niederlagen in drei Spielen sprachen hier wirklich eine deutliche Sprache. Die Chilenen beschlossen auch postwendend, bei der nächsten „Copa“ nicht an den Start zu gehen.